# Courcelles-Frémoy
Courcelles-Frémoy é uma comuna francesa na região administrativa da Borgonha-Franco-Condado, no departamento de Côte-d'Or. Estende-se por uma área de 11,36 km². Em 2010 a comuna tinha 125 habitantes (densidade: 11 hab./km²).